# Никита Миливојевић
Никита Миливојевић (Инђија, 6. новембар 1961) српски је позоришни редитељ, универзитетски професор и оснивач Шекспир фестивала.

## Биографија
Његова породице је пореклом из северне Далмације. Завршио је Академији уметности у Новом Саду.
Миливојевићева представа Бановић Страхиња проглашена је најзначајније позоришно остварење деведесетих година у анкети позоришних критичара.
Поред режирања у Србији и региону, режирао је у Шведској, Словенији, Македонији, Турској, Немачкој, Италији, САД и другим.
Редовни је професор на Катедри за глуму/режију на Академији уметности у Новом Саду.
Од 2000. године живео је и радио у Грчкој. Његове представе Иванов (А. П. Чехов) и Злочин и казна (Ф. М. Достојевски) у театру Аморе – проглашене су позоришним догађајима у Атини.
Написао је сценарио и режирао играни филм Јелена, Катарина, Марија, по мотивима књиге New York, Beograd Д. Микље.
Он је 2014. са сарадницима основао Шекспир фестивал у Чортановцима.
Обављао је функцију директора Београдског интернационалног театарског Фестивала (БИТЕФ) и Театра Битеф.
За РТС је режирао документарну емисију из два дела о култури Срба у Далмацији.
У фебруару 2022. изашла је монографија Никита Миливојевић – ја овде силазим ауторке Оливере Милошевић.
Након оставке др Ивана Меденице, именован је за уметничког директора Битеф фестивала.
Супруга му је била Данијела Угреновић са којом има двоје деце.

## Награде
- Награда Бојан Ступица[3]
- Више Стеријиних награда за режију[3]
- Битефове награде, критике позоришног часописа Сцена[3]
- Годишња награда Југословенског драмског позоришта[3]
- Годишња награда Град театра Будва[3]
- Годишња награда Народног позоришта Љубиша Јовановић Шабац[3]
- Више награда на фестивалима у Крагујевцу, Вршцу, Шапцу, Новом Саду, Скопљу[3]
- Представа Три сестре (А. П. Чехов) у театру Катја Дандулаки добија награду за најбољу режију у Атини[3]
- У заједничкој анкети позоришних критичара Србије представа Бановић Страхиња је проглашена најзначајнијим остварењем деведесетих година 20. века у српском театру[3]

## Театрографија
- Голубњача, 10.10.1982, Нови Сад, Српско народно позориште[9]
- Дон Жуан, 30.10.1984, Нови Сад, Српско народно позориште[9]
- Жак или покорност, 29.04.1989, Београд, Југословенско драмско позориште[9]
- Спасени, 03.03.1990, Ниш, Народно позориште[9]
- Живот у позоришту, 20.10.1990, Крушевац, Крушевачко позориште[9]
- Марио и мађионичар, 11.06.1991, Београд, Југословенско драмско позориште[9]
- ЕМИГРАНТИ, 30.12.1991, Београд, Београдско драмско позориште[9]
- Мандрагола, 06.04.1992, Вршац, Народно позориште 'Стерија'[9]
- СЕДМОРИЦА ПРОТИВ ТЕБЕ, 09.01.1993, Београд, Београдско драмско позориште[9]
- Јеси л' то ти, Нормане, 22.06.1993, Шабац, Шабачко позориште[9]
- Маска, 01.11.1993, Београд, Народно позориште[9]
- Ћелава певачица, 10.03.1994, Шабац, Шабачко позориште[9]
- Живот је сан, 08.11.1994, Београд, Народно позориште[9]
- Луткарска Библија, 30.03.1995, Ниш, Позориште лутака[9]
- Мандрагола, 23.06.1995, Шабац, Шабачко позориште[9]
- У потпалубљу, 11.04.1996, Београд, Југословенско драмско позориште[9]
- Розенкранц и Гилденстерн су мртви, 06.02.1997, Шабац, Шабачко позориште[9]
- Сан летње ноћи, 09.1997, Београд, Народно позориште[9]
- ОПЕРА ЗА ТРИ ГРОША, 21.12.1998, Београд,Атеље 212[9]
- Максим Црнојевић, 25.04.2000, Београд, Народно позориште[9]
- Иванов, 16.08.2001, Београд, Град театар - Тхеатре цитy[9]
- Повратак, 08.10.2003, Београд, Звездара театар[9]
- Тесла, 28.05.2005, Београд, Мадленианум[9]
- Моја домовина - Седам снова, 07.07.2006, Београд, Битеф театар[9]
- Ненаграђени љубавни труд, 11.07.2007, Београд, Битеф театар[9]
- Плава птица, 26.11.2008, Београд, Позориште 'Бошко Буха'[9]
- Зимске баште, 27.02.2009, Београд, Битеф театар[9]
- Прљаве руке, 13.11.2009, Београд, Атеље 212[9]
- Догађај у стану број 2, 09.03.2010, Шабац, Шабачко позориште[9]
- Ђаволијада, 28.01.2012, Шабац, Шабачко позориште[9]
- Хенри Шести, 11.05.2012, Београд, Народно позориште[9]
- Хенри VI, 15.06.2012, Београд, Народно позориште[9]
- Наш град, 30.04.2013, Нови Сад, Позориште младих[9]
- Пут у Дамаск, 22.11.2014, Београд, Народно позориште[9]
- Камени цвет, 02.04.2015, Београд, Мало позориште 'Душко Радовић'[9][10]
- Перикле, 25.06.2015, Шабац, Шабачко позориште[9][11]
- Кис магyар порногрáфиа, 13.04.2017, Нови Сад, Новосадско позориште - Újvidéki színház[9]
- Бура, 23.10.2017, Београд, Мало позориште 'Душко Радовић'[9]
- Име: Вештице из Салема, 09.11.2018, Нови Сад, Српско народно позориште[9]
- Како вам драго, 02.08.2019, Ниш, Народно позориште[9]
- Травничка хроника, 12.10.2019, Нови Сад, Српско народно позориште[9]
- Травничка хроника, 16.10.2019, Сомбор, Народно позориште[9]
- Зелена чоја Монтеенгра[12]